# 第十三号仓库
《13號倉庫》（英語：Warehouse 13），是一部美国科幻电视剧，2009年7月7日在有线电视频道Syfy播出。

## 關於倉庫
- 負責保存會帶來災難和不良影響的文物(artifact)，通常設置於當代最有能力保護倉庫的國家。
- 第一號倉庫設置於西元前336~323年亞歷山大大帝的統治下[1]，在亞歷山大去世後，倉庫轉移到了埃及，並設置了第二號倉庫。
- 第二號倉庫(323 BC-30 BC)位於古埃及托勒密王朝。在此時，倉庫建立起一套運作程序，包括從不同職業階層中選出董事來管理倉庫，而第一任董事同時也是最初的倉庫特工，負責蒐集古物。在克麗奧佩脫拉七世駕崩，羅馬帝國的凱薩帶領軍隊侵略埃及後，倉庫再次轉移。[2]
- 第三號倉庫(30 BC-434)位於羅馬帝國，是倉庫最繁榮的時期。羅馬帝國的皇帝致力於蒐集古物，他們認為這能讓國家因此興盛和強盛，或許他們真的收藏到了能鞏固帝國的古物，因為這個帝國屹立不搖長達500年，直到匈奴人的出現，威脅了帝國的存續。[3]
- 第四號倉庫(434-453)位於匈人帝國。第四號倉庫可說是目前存續時間最短的。在阿提拉驟逝之後，他的兒子為了王位而自相殘殺，部族也起來叛亂，帝國陷入動亂，倉庫因而轉移到拜占庭帝國。[4]
- 第五號倉庫(453-813)位於拜占庭帝國的首都君士坦丁堡。[5]
- 第六號倉庫(813-1219)位於高棉帝國(Khmer Empire)的首都吳哥(Angkor)，即今日柬埔寨，並在當地存在了足足有四個世紀。在這段時間，倉庫蒐藏了上千多個東亞古物，多數與帝國國教有關。在闍耶跋摩七世(Jayavarman VII)駕崩後，泰國地區發生叛亂，帝國陷入混亂，倉庫因此被迫轉移。[6]
- 第七號倉庫(1219-1260)位於蒙古帝國。作為人類史上疆域最大的帝國，第七號倉庫因而受益，收集到大量古物。[7]
- 第八號倉庫(1260-1517)位於神聖羅馬帝國。董事們意識到他們須在帝國傾頹前將倉庫轉移，當馬丁·路德在帝國境內掀起宗教革命後，倉庫再次被遷移到了東方。[8]
- 第九號倉庫(1517-1566)位於鄂圖曼帝國。九號倉庫只在蘇萊曼一世統治時，進駐於帝國境內，在蘇萊曼一世駕崩後，董事即因政治因素，轉移倉庫。[9]
- 第十號倉庫(1566-1725)位於蒙兀兒帝國。巴哈都爾·沙一世(Shah Alaam I)統治時期因英國的侵入而轉移。[10]
- 第十一號號倉庫(1725-1830)位於當時俄羅斯帝國羅曼諾夫王朝(故事設定拿破崙於1812年對俄發動的戰爭就是為了奪取倉庫的控制權)[11]
- 第十二號倉庫在1830~1914年時位於英國首都倫敦。[12]
- 現今的第十三號倉庫於1898年從英國轉移到美國，不像之前的倉庫都建於該國的最大城市，十三號倉庫建在美國的南達科他州，以便掩人耳目[13]。但倉庫卻因還不知道如何保存文物而燒掉[14]。現今倉庫的建築物建於1914年，由湯瑪斯·愛迪生、尼古拉·特斯拉，以及莫里茨·科內利斯·埃舍爾所設計。而倉庫之所以能維持龐大的空間容納古物，則是來自阿爾伯特·愛因斯坦的設計[15]。

## 演员和角色

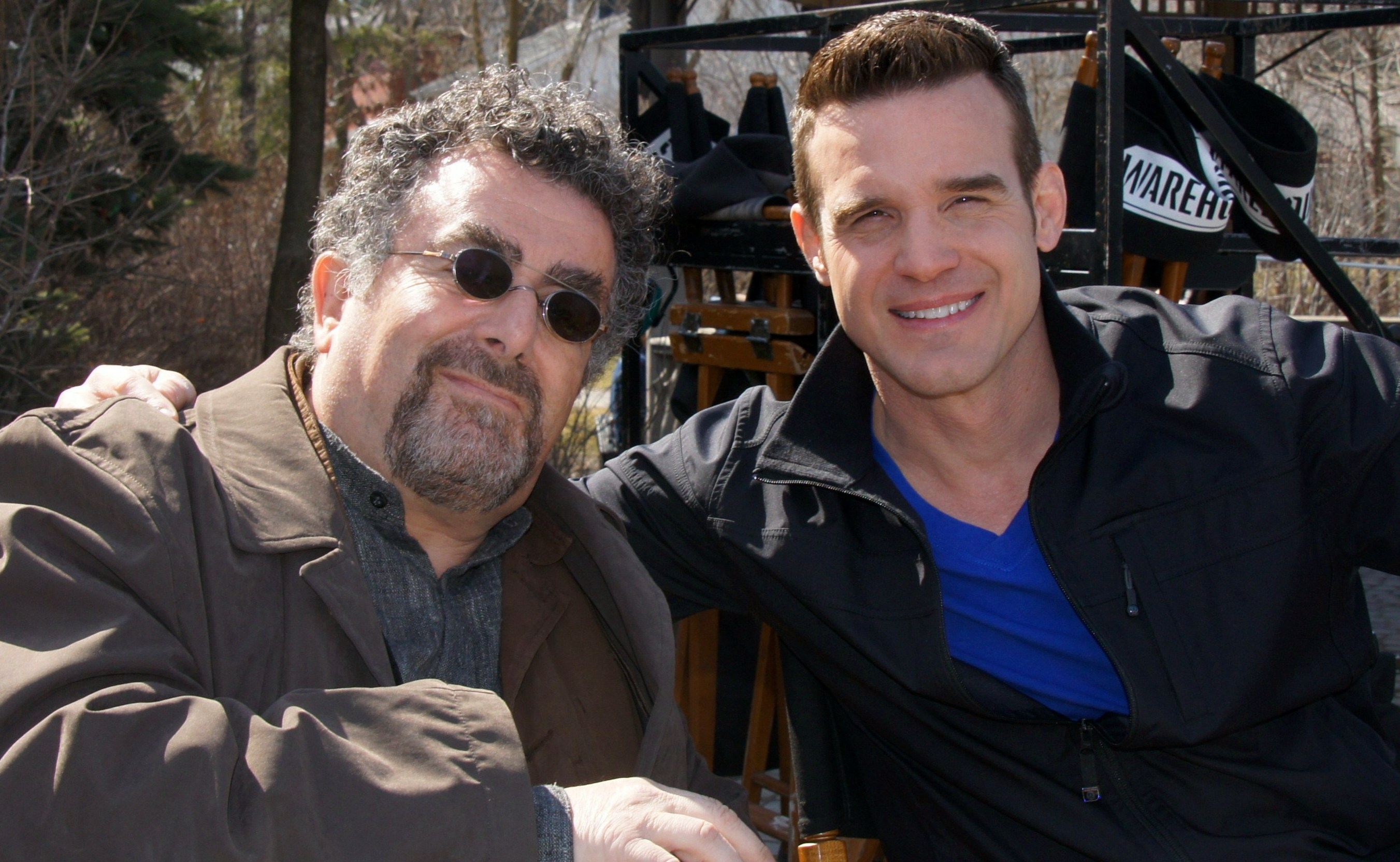
Saul Rubinek and Eddie McClintock

- 彼特‧拉提摩（Pete Lattimer）Eddie McClintock（英语：Eddie McClintock） 饰

原為秘勤局(Secret Service)探員，於第一季第一集調職成為倉庫探員。從小就是一個有｢預感｣的人。調職到倉庫前就已經戒酒八年，很愛吃甜食。
前妻為Amanda Lattimer(Jeri Ryan飾)，任職於美國海軍，於第三季第四集首次登場，後與Michael Martin(Anthony Lemke飾)再婚。
- 麥卡‧貝林（Myka Bering）Joanne Kelly（英语：Joanne Kelly） 饰

原為秘勤局(Secret Service)探員，於第一季第一集調職成為倉庫探員。能夠注意到一般人察覺不到的細節且有過目不忘的本事。家裡經營書店，有豐富的書籍知識。
- 阿迪‧尼爾森（Artie Nielsen）Saul Rubinek（英语：Saul Rubinek） 饰

倉庫的現任負責人，負責指派工作給探員。之前是NSA的密碼專家。在倉庫待了30年，對於倉庫裡和世界各地的藏物都相當熟悉。
原名為'亞瑟‧威斯福特'（Arthur Weisfelt），在1970年代用藏物與前蘇換集中營的政治犯，事後得知藏物具有偉力而懊悔不已，後來費德瑞克夫人找上他並給予其新身分'阿迪‧尼爾森 '和倉庫探員的工作已彌補當初犯下的罪過
- 麗娜（Leena）Genelle Williams（英语：Genelle Williams） 饰

探員們住的宿舍的管理員，也會去倉庫幫忙，可以讀到人的｢靈氣｣。
- 克勞蒂亞‧唐納文〈Claudia Donovan〉Allison Scagliotti（英语：Allison Scagliotti） 饰 （第二季～至今，之前为常设角色）

電腦專家，可以入侵絕大多數的電腦網絡，因為知道太多倉庫的秘密而成為實習探員。
- 艾琳‧費德瑞克夫人（Mrs. Irene Frederic）C. C. H. Pounder（英语：C. C. H. Pounder） 飾

倉庫的守護者，與13號倉庫連接，能夠神出鬼沒的出現在很多地方。
- 「女性版」H.G.威爾斯〈H.G.Wells〉Jaime Murray 飾 （第二季出現，第三、四季仍以客串身分出現）

在故事中設定為現實世界中，英國知名科幻小說家赫伯特·喬治·威爾斯的妹妹。本名為"Helena" G. Wells，利用哥哥的名義發表作品。
有一個女兒Christina Wells，但在去巴黎度假時遭遇搶劫而不幸喪命。從那之後Helena就試圖想找到方法回到過去以挽救愛女的生命，雖然成功發明了時光機，但卻無法改變已發生的事情。
在第二季第一集就說明其在第十二號倉庫工作過。
- 史提夫‧金克斯〈Steve Jinks〉Aaron Ashmore 飾 （第三季加入的新探員）

於第三季首集登場。替代麥卡離開後的職缺。
為佛教徒。有能分辨他人是否說實話的能力。
為了對付Walter Sykest〈Anthony Michael Hall飾〉成為臥底，作為賽克斯的手下之一。在第三季11集被殺死，臨死前留下一段影片，將提供蒐集到的證據給倉庫。在第四季中，克勞蒂亞在倉庫高層(Warehouse regents)的同意下，用文物──節拍器讓史提夫復活，但其生命也跟節拍器連在一起，此外，史提夫受傷時不會有傷口和疼痛感而是會出現在克勞蒂亞身上。在第四季第八集時，找到方法安全切斷史提夫和節拍器的連結。
- 丹尼爾‧狄更森〈Daniel Dickinson〉Simon Reynolds（英语：Simon Reynolds） 饰 （第一季登場）為彼特和麥卡的前上司，於第二季第九集死亡。

## 集数
- 第十三號倉庫集数列表